# Геркулес (Marvel Comics)
Геркулес (англ. Hercules) — вигаданий персонаж з коміксів американського видавництва Marvel Comics. Він дебютував у Срібній ері коміксів та був оснований на Гераклові, персонажі з давньогрецької міфології (попри використання імені Геркулеса, його римського еквівалента). З моменту першої появи брав участь у супергеройській команді Месників.
Персонаж з'являвся в багатьох медіа, включаючи телевізійні серіали та відеоігри. Бретт Ґолдштейн зобразив героя Олімпу у фільмі, який є частиною кіновсесвіту Marvel, «Тор: Любов і грім» (2022).

## Історія публікації
Геркулес був адаптований з героя давньогрецької міфології Геракла сценаристом Стеном Лі та художником Джеком Кірбі. Персонаж дебютував у «The Avengers» #10 (листопад 1964) як прислужник Іммортуса, хоча ця поява була розкрита як самозванство в обмеженій серії «Avengers Forever» (грудень 1998-листопад 1999). Першою офіційною появою персонажа у всесвіті Marvel став «Journey into Mystery Annual» #1 (жовтень 1965), де Геркулес був представлений як суперник скандинавського бога грому Тора.
Геркулес став регулярним запрошеним персонажем в коміксі «The Mighty Thor», з'явившись у #126 (березень 1966). Герой з'явився у випуску «Tales to Astonish» #79 (травень 1966), а його безвихідна битва з Галком, про яку розповіли Лі, Кірбі та Білл Еверетт, стала класикою. В історії проводиться паралель між титанічною силою, запальністю та простодушністю Геркулеса та Галка, а також протиставляється їхня життєва доля: Геркулес — улюблений герой і розпещена знаменитість, тоді як Галк — ненависний і страшний втікач. Персонаж об'єднався з Месниками у випуску #38 (березень 1967), але ще не був офіційним членом, а лише гостем Месників під час свого вигнання з Олімпу. У випуску #45 Геркулес став «повноцінним Месником» після того, як Голіаф оголосив про це пресі під час першого щорічного Дня Месників. Геркулес також з'явився в «Marvel Team-Up» #28 (грудень 1974) і «Marvel Premiere» #26 (листопад 1975), а потім разом з чотирма іншими героями з'явився в «The Champions», які вийшли 17 випусків (жовтень 1975-січень 1978). Після цього Геркулес з'явився як гість в «Marvel Two-In-One» #44 (жовтень 1978).
Геркулес з'явився у двох обмежених серіях сценариста-художника Боба Лейтона, обидві з яких розгорталися в альтернативному всесвіті. Версія Геркулеса 24-го століття з'явилася в «Hercules, Prince of Power» #1-4 (вересень-грудень 1982), яка була досить популярною, щоб породити продовження, «Hercules, Prince of Power» #1-4" (березень-червень 1984). Сюжетні лінії стосувалися вигнання Геракла з Олімпу, завершення серії завдань і можливості залишити своє минуле позаду і створити нову особистість.
Геркулес залишався постійним запрошеним героєм як в «Thor», так і в «The Avengers», зігравши значну роль в сюжетній лінії «Месники під облогою» в «The Avengers» № 270-277 (серпень 1986-березень 1987), за участю команди суперзлодіїв Володарі зла. Історія безпосередньо веде до сюжетної лінії «Штурм Олімпу» в «The Avengers» #281-285 (липень 1987-листопад 1987), в якій Геракл покинув команду.
Персонаж знявся в однойменній лімітованій серії «Hercules» Том 3, #1-5 (червень-вересень 2005), а також знявся в гостьовій ролі в лімітованій серії «Thor: Blood Oath» #1-6 (листопад 2005-лютий 2006), ретроспективній історії, яка зображує другу зустріч Геркулеса і Тора.
По завершенню сюжетної лінії «Світова війна Галка» Геркулес отримав самостійне видання, коли Marvel змінив назву третього тому серії «Incredible Hulk» на «The Incredible Hercules», починаючи з випуску #113 (лютий 2008 року), авторами якого стали Ґреґ Пак та Фред Ван Ленте. Серія завершилася випуском «The Incredible Hercules» #141 (квітень 2010), за яким вийшла 2-випускна мінісерія «Hercules: Fall of an Avenger» (березень-квітень 2010). Заплановано, що ця мінісерія стане продовженням нової серії «Prince of Power» #1 (травень 2010), авторами якої також є Пак і Ван Ленте.
Сценаристи Ґреґ Пак і Фред Ван Ленте розпочали нову серію про Геркулеса під назвою «Herc», в якій розповідається про героя, який не має сили, але володіє міфічною зброєю.

## Сім'я
- Зевс (батько)[10]
- Алкмена (мати)[10]
- Амфітріон (прийомний батько)[10]
- Нептун та Гейдс (дядьки)[10]
- Арес, Аполлон, Гермес, Гефест та Іфіклес (зведені брати)[10]
- Венера, Атена, Артеміс (зведені сестри)[10]

## Поза коміксами

### Телебачення
- Геркулес з'являвся в «Могутній Тор», сегменті мультсеріалу «Супергерої Marvel», актор озвучення — Лен Бірмен.
- Геркулес з'являвся в епізодичній ролі у мультсеріалі «Люди Ікс: Анімаційний серіал», епізоді «Ціна однієї людини».
- Геркулес з'являвся в епізодичній ролі у мультсеріалі «Фантастична четвірка», епізодах «Битва за живу планету» та «Судний день».
- Геркулес з'являвся в мультсеріалі «Шоу команди супергероїв», актор озвучення — Джесс Гарнелл[11].
- Геркулес з'являвся в мультсеріалі «Галк та агенти С. М. Е. Ш.»[12], актор озвучення — Таунсенд Колман[13]. Ця версія персонажа має історію з Галком, має спортивне его і створює більше проблем, ніж може вирішити.
- Геркулес з'являвся в мультсеріалі «Месники, єднаймось!», епізоді «Неймовірний Герк»[14], актор озвучення — Метью Мерцер[15].

### Фільми

#### Кіновсесвіт Marvel
- Геркулес з'являється в сцені після титрів фільму кіновсесвіту Marvel «Тор: Любов і грім» у виконанні Бретта Ґолдштейна[16].

### Відеоігри
- Геркулес з'являється у відеогрі «Marvel: Ultimate Alliance 2» як NPC і бос, актор озвучення — Шон Доннеллан.
- Геркулес з'являється у відеогрі «Marvel Super Hero Squad: The Infinity Gauntlet», актор озвучення — Джесс Гарнелл.
- Геркулес з'являється у відеогрі «Marvel: Avengers Alliance».
- Геркулес з'являється у відеогрі «Marvel Heroes», актор озвучення — Тревіс Віллінгем.

## Колекційні видання
| Назва                                                    | Випуски | Дата видання  | ISBN           |
| -------------------------------------------------------- | --- | ------------- | -------------- |
| Hercules: New Labors of Hercules                         | Hercules (vol.3) #1-5 | November 2005 | 978-0785117520 |
| Wolverine/Hercules: Myths, Monsters & Mutants            | Wolverine/Hercules: Myths, Monsters & Mutants #1-4, матеріали з Marvel Treasury Edition #26                                                                                        | August 2011   | 978-0785141105 |
| Incredible Hercules: Against The World                   | Incredible Hercules #113-115, Hulk Vs. Hercules: When Titans Collide | October 2008  | 978-0785125334 |
| Incredible Hercules: Smash Of The Titans                 | Incredible Hulk #106-112, Incredible Hercules #113-115, Hulk Vs. Hercules: When Titans Collide                                                                                     | July 2009     | 978-0785139683 |
| Incredible Hercules: Secret Invasion                     | Incredible Hercules #116-120 | November 2008 | 978-0785133339 |
| Incredible Hercules: Love And War                        | Incredible Hercules #121-125 | June 2009     | 978-0785132462 |
| Incredible Hercules: Sacred Invasion                     | Incredible Hercules #116-125 | March 2010    | 978-0785142560 |
| Incredible Hercules: Dark Reign                          | Incredible Hercules #126-131 | October 2009  | 978-0785138303 |
| Incredible Hercules: The Mighty Thorcules                | Incredible Hercules #132-137 | January 2010  | 978-0785138310 |
| Incredible Hercules: The Complete Collection Vol. 1      | Incredible Hulk #106-112, Incredible Hercules #113-120, Hulk Vs. Hercules: When Titans Collide, матеріали з Giant-Size Hulk #1, Amazing Fantasy (vol. 2) #15, Incredible Hulk #100 | August 2019   | 978-1302918668 |
| Incredible Hercules: The Complete Collection Vol. 2      | Incredible Hercules #121-137 | March 2021    | 978-1302923488 |
| Incredible Hercules: Assault On New Olympus              | Incredible Hercules #138-142, Siege of Olympus Prologue | May 2010      | 978-0785145455 |
| Incredible Hercules: The New Prince of Power             | Heroic Age: Prince of Power #1-4, Hercules: Fall of an Avenger #1-2 | November 2010 | 978-0785143703 |
| Herc: The Complete Series by Greg Pak and Fred Van Lente | Herc #1-10, 6.1 | June 2012     | 978-0785147237 |
| Hercules: Still Going Strong                             | Hercules (vol. 4) #1-6 | June 2016     | 978-1302900335 |
| Civil War II: Gods of War                                | Civil War II: Gods of War #1-4, Journey Into Mystery Annual #1 | November 2016 | 978-1302900342 |

### Геркулес 24 століття
| Назва                       | Випуски                                                                                                   | Дата видання   | ISBN                |
| --------------------------- | --- | -------------- | ------------------- |
| Hercules: Full Circle       | Marvel Tales #197, Marvel Graphic Novel #37, Marvel Comics Presents #39-41, матеріали з Marvel Age #4, 65 | November 2009  | ISBN 978-0785139577 |
| Hercules: Prince of Power   | Hercules (vol.1) #1-4, Hercules (vol.2) #1-4                                                              | September 2019 | ISBN 978-0785139553 |
| Hercules: Twilight of a God | Hercules: Twilight of a God #1-4                                                                          | December 2010  | ISBN 978-0785135463 |